# بی سنتر (واشینگتن)
بی سنتر (به انگلیسی: Bay Center) یک منطقهٔ مسکونی در ایالات متحده آمریکا است که در شهرستان پاسیفیک، واشینگتن واقع شده‌است. بی سنتر ۱٫۰ کیلومتر مربع مساحت و ۲۷۶ نفر جمعیت دارد و ۳ متر بالاتر از سطح دریا واقع شده‌است.